# 5324 Lyapunov
5324 Lyapunov è un asteroide near-Earth. Scoperto nel 1987, presenta un'orbita caratterizzata da un semiasse maggiore pari a 2,9606476 UA e da un'eccentricità di 0,6147416, inclinata di 19,49774° rispetto all'eclittica.
Il nome gli è stato imposto in onore di Aleksandr Lyapunov.